# 나카쓰바타역
나카쓰바타역(일본어: 中津幡駅)은 일본 이시카와현 가호쿠군 쓰바타정에 위치한 서일본 여객철도 나나오 선의 철도역이다. 단선 승강장 1면 1선의 구조를 갖춘 지상역이다.

## 이용 현황
| 승차 인원 추이 | 승차 인원 추이 |
| 연도           | 1일 평균       |
| -------------- | -------------- |
| 2001           | 891            |
| 2002           | 913            |
| 2003           | 889            |
| 2004           | 879            |
| 2005           | 813            |
| 2006           | 805            |
| 2007           | 789            |
| 2008           | 808            |
| 2009           | 759            |
| 2010           | 726            |

## 역 주변
- 국도 제159호선
- 이시카와 현 삼림공원

## 역사
- 1960년 2월 10일 : 일본국유철도 나나오 선의 쓰바타 역 - 혼쓰바타 역간에 신설 개업. 여객 영업만.
- 1972년 3월 15일 : 무인화.
- 1987년 4월 1일 : 일본국유철도 분할 민영화에 의해, 서일본 여객철도가 승계.

## 인접 역
| 서일본 여객철도 ■ 나나오 선   | 서일본 여객철도 ■ 나나오 선 | 서일본 여객철도 ■ 나나오 선 |
| ----------------------------- | --------------------------- | --------------------------- |
| 쓰바타 가나자와 · 쓰바타 방면 | 나나오 선                   | 혼쓰바타 와쿠라온센 방면    |